# Stanley Gbagbeke
Stanley Avwarosuoghene Gbagbeke (* 24. Juli 1989 in Oginibo, Bundesstaat Delta, Nigeria) ist ein nigerianischer Leichtathlet, der hauptsächlich als Weitspringer bekannt ist. Bei einer Körpergröße von 1,90 m beträgt sein Wettkampfgewicht 79 kg.

## Leben
Stanley Gbagbeke besuchte bis 2003 die Secondary School in Oviorie und danach die Umiaghwa Secondary School in Abraka. Er studierte anschließend Technische Chemie an der Delta State University in Abraka. Von dort wechselte er zur Middle Tennessee State University in Murfreesboro (Tennessee).

## Erfolge
2009 gewann er die nigerianische Weitsprungmeisterschaft mit 7,92 m. Bei denselben Meisterschaften wurde er als zweiter Läufer nigerianischer Meister in der 4-mal-100-Meter-Staffel mit einer Zeit von 39,23 s. Bei den Afrikameisterschaften 2010 in Nairobi erreichte er mit 8,03 m eine Bronzemedaille. Kurze Zeit später bei den Commonwealth Games 2010 in Delhi wurde er mit 7,98 m Vierter. Die nigerianische Weitsprungmeisterschaft 2012 gewann er mit 8,20 m. Bei den Afrikameisterschaften 2012 in Porto-Novo wurde er Fünfter mit einer Weite von 7,65 m.
Die 8,20 m, die er am 21. Juni 2012 in Calabar bei den nigerianischen Meisterschaften sprang, sind seine persönliche Bestweite. In der Halle liegt seine Bestweite bei 7,75 m vom 6. Februar 2010 aus Murfreesboro. Im Sprint hat er Bestzeiten von 10,56 s im 100-Meter-Lauf vom 25. Juni 2010 in Calabar und 21,26 s im 200-Meter-Lauf vom 9. April 2011 in Nashville. In der Halle sind seine Bestzeiten 6,35 s im 55-Meter-Lauf vom 27. Februar 2010 in Murfreesboro, 6,81 s im 60-Meter-Lauf vom 7. Februar 2009 in Lexington (Kentucky) und 21,83 s im 200-Meter-Lauf vom 6. Dezember 2008 in Murfreesboro.